# 楽園をください
『楽園をください』（Ride with the Devil）は、1999年のアメリカ合衆国の映画。アメリカ南北戦争を舞台・題材とし、特にローレンスの虐殺に焦点を当てた戦争ドラマ映画である。
アメリカでは1999年11月24日に11館で限定公開された後、60館で上映された。日本では2001年2月3日にシャンテ シネで公開され、その後全国各地で順次公開された。
DVD邦題は『シビル・ガン 楽園をください』。

## ストーリー
舞台は南北戦争中のミズーリ州境で、奴隷州ながら北軍に付いた州の政府に反発して、様々な理由から南軍の編成した不正規兵部隊に参加した若者達を描く。彼らは兵士とすら認められない存在だが、残忍なゲリラ戦を展開して北軍を苦しめ、さらに多くの無関係の市民を虐殺することになる「ローレンスの大虐殺」事件を起こす。主人公たちは戦乱のなかで傷つき、南軍の敗北に直面し、目的を見失うが、やがて傷を癒してそれぞれの道に旅立っていく。

## キャスト
※括弧内は日本語吹替
- ジェイク・ロデル - トビー・マグワイア（浪川大輔）
- ジャック・ブル・チャイルズ - スキート・ウールリッチ（森川智之）
- スー・リー・シェリー - ジュエル（石塚理恵）
- ダニエル・ホルト - ジェフリー・ライト（辻親八）
- ジョージ・クライド - サイモン・ベイカー（内田直哉）
- ブラック・ジョン - ジム・カヴィーゼル（相沢正輝）
- ピット・マッキーソン - ジョナサン・リース＝マイヤーズ（竹若拓磨）
- ターナー・ロウルズ - マシュ・フェイバー
- ライリー・クロフォード - トーマス・ギリー
- ケイヴ・ワイアット - ジョナサン・ブランディス
- オートン・ブラウン - トム・ウィルキンソン（西村知道）
- ウィルマ・ブラウン - マーゴ・マーティンデイル
- アルフ・ボーデン - マーク・ラファロ
- エヴァンス - ザック・グルニエ
- クラーク夫人 - セリア・ウェストン